# NGC 4483
NGC 4483 é uma galáxia espiral barrada (SB0-a) localizada na direcção da constelação de Virgo. Possui uma declinação de +09° 00' 56" e uma ascensão recta de 12 horas, 30 minutos e 40,6 segundos.
A galáxia NGC 4483 foi descoberta em 19 de Março de 1865 por Heinrich Louis d'Arrest.